# Sal Piro
Salvatore Francis Martin Piro (29 de junho de 1950 – 22 de janeiro de 2023) foi um ator americano que foi presidente do The Rocky Horror Picture Show Fan Club, cargo que ocupou de 1977 até sua morte.
Piro fazia parte do público original do IFC Center, de onde nasceram os elementos únicos de participação do público e muitos dos seguidores cult do filme. Esse seguimento se tornou um fenômeno mundial.
Piro apareceu como ele mesmo no filme Fama, bem como em vários documentários, e teve uma participação especial sem falar e sem nome como um homem usando um telefone público na pseudo-sequência de Rocky Horror, Shock Treatment. Ele também apareceu como O Fotógrafo no remake de televisão de 2016 de The Rocky Horror Picture Show. Como ator, ele atuou tanto no cinema quanto na televisão.
Piro escreveu dois livros sobre o culto Rocky Horror, Creatures of the Night e Creatures of the Night II.

## Vida pessoal
Salvatore Francis Martin Piro nasceu em Jersey City, Nova Jérsei, em 1950. Frequentou a Universidade Seton Hall, mas não recebeu um diploma. Em meados da década de 1970, ele foi professor de teologia e diretor de teatro em escolas católicas em Nova Jérsei.
Em Cherry Grove, Nova Iorque, em Fire Island, Piro administrou o Ice Palace e o Grove Hotel por 23 anos e foi produtor executivo do concurso Miss Fire Island, Mr. Fire Island Leather e do concurso Miss Grove Hotel. Ele também jogou torneios competitivos de xadrez e Scrabble.
Piro morreu de aneurisma em sua casa em Manhattan em 22 de janeiro de 2023, aos 72 anos.